# Kethan Savage
Kethan Savage (Fairfax, Virginia, 4 de septiembre de 1993) es un exbaloncestista estadounidense. Con 1,91 metros de estatura, jugaba en la posición de base.

## Trayectoria deportiva

### Universidad
Jugó tres temporadas con los Colonials de la Universidad George Washington, en las que promedió 9,0 puntos, 3,6 rebotes y 1,4 asistencias por partido. En 2015 fue transferido a los Bulldogs de la Universidad Butler, donde jugó su temporada sénior, en la que promedió 8,0 puntos, 2,7 rebotes y 1,5 asistencias.

### Profesional
Tras no ser elegido en el Draft de la NBA de 2017, sí lo fue en el Draft de la NBA G League, donde fue escogido por los Raptors 905 en el puesto 26 de la primera ronda, equipo con el que firmó su primer contrato profesional.
[actualizar]